# أول جاكوب هانسن
أول جاكوب هانسن (بالنرويجية البوكمول: Ole Jacob Hansen)‏ هو عازف جاز نرويجي، ولد في 16 أبريل 1940 في أوسلو في النرويج، وتوفي في 6 مارس 2000.

## وصلات خارجية
- أول جاكوب هانسن على موقع ميوزك برينز (الإنجليزية)
- أول جاكوب هانسن على موقع أول ميوزيك (الإنجليزية)
- أول جاكوب هانسن على موقع ديسكوغز (الإنجليزية)